# Manuel Creus y Esther
Manuel Creus y Esther (1856-1944) fue un jurista, economista y escritor español.

## Biografía
Nacido en 1856 en Barcelona, era hijo de Teodoro Creus. Se licenció en Derecho civil y administrativo y fue nombrado jefe superior honorario de Administración civil a propuesta del Ministerio de Fomento, por sus trabajos literarios y servicios prestados en la Biblioteca-Museo Balaguer, cuyo Boletín dirigió. Fue juez municipal de Villanueva y Geltrú y vocal vitalicio de la junta directiva de la Biblioteca-Museo Balaguer, además de miembro del Consejo general de la Exposición Universal de Barcelona. Fue comisionado por el Ministerio de Ultramar para estudiar el arte filipino, con encargo de redactar una memoria.
Entre los trabajos de temática histórica que publicó en el Boletín de la Biblioteca-Museo Balaguer se encontraron «Documentos procedentes del Archivo de Poblet», «El voto de Santiago», «Adrián VI en Zaragoza», «Un misal del siglo XV», «El arte filipino», «Un autógrafo de Pablo Clarís», «Proceso y papeles de la Inquisición», «La princesa de Evoli», «La mitología del Ticiano» y «Una visita á Poblet». Habría fallecido en 1944.
Fue autor de títulos como Los montepíos y las clases obreras (1882), Los cuadros del Museo-biblioteca Balaguer (1882), Ventajas de las sociedades cooperativas (1883), Memorias conducentes al fomento del ahorro en las clases obreras (1883), Influencia del socialismo en el trabajo industrial (1886), Necesidad de conocimientos artísticos para producir obras bellas y utilidad de los centros teórico-prácticos de Artes y oficios para difundir dichos conocimientos entre los artesanos (1886) y El duende crítico de Palacio (1887).